# Tri Eletro
Tri Eletro é o primeiro extended play (EP) da cantora brasileira Daniela Mercury. Foi lançado em 6 de outubro de 2017 sob o selo da gravadora Páginas do Mar. O EP traz três músicas inéditas dentre elas a regravação de "Banzeiro", eleita posteriormente a melhor música do Carnaval de 2018 pelo troféu Band Folia.

## Singles
"Banzeiro" foi lançado como primeiro single do projeto Tri Eletro. O videoclipe da faixa foi gravado no Palácio Rio Branco, em Salvador, Bahia e lançado no dia 20 de outubro. O vídeo conta com a participação de dançarinos, drag queens e atores da Cia Baiana de Patifaria.
"Samba Presidente" foi o segundo single lançado do projeto. O videoclipe gravado pelas ruas e comunidades de Salvador, foi lançado em 24 de setembro de 2018 e conta com a participação da drag queen Petra Peron.

## Lista de Faixas
| N.º | Título                                   | Compositor(es)                                           | Duração |  |
| 1.  | "Samba Presidente (Part. Márcio Victor)" | Daniela Mercury                                          | 4:31    |  |
| 2.  | "Banzeiro"                               | Dona Onete                                               | 5:00    |  |
| 3.  | "Eletro Ben Dodô"                        | João Henrique Coutinho Ribeiro Lucas Mascarenhas Santana | 4:36    |  |

## Créditos
Lista-se abaixo alguns dos profissionais envolvidos na elaboração de Tri Eletro:
- Daniela Mercury: vocal principal, escrita, arranjos
- Dona Onete: escrita
- Yacoce Simões: arranjos
- Celia Santos: fotografia
- Iuri Sarmento: pintura
- Cia. Baiana de Patifaria: vocal participante
- Márcio Victor: arranjo percussivo, vocal participante

## Turnê
Para promover seu mais recente trabalho, Daniela Mercury iniciou um novo concerto intitulada Turnê Tri Eletro. A turnê passou pelo Brasil, Uruguai, Moçambique , Portugal, Estados Unidos e Itália.
| América do Sul         |                    |                |                                            |
| 2 de fevereiro de 2018 | Recife             | Brasil         | Clube Português                            |
| 3 de fevereiro de 2018 | Sobral             | Brasil         | Bloco dos Sujos                            |
| 3 de março de 2018     | Torres             | Brasil         | 17º Circuito Verão Sesc de Esportes        |
| América do Norte       |                    |                |                                            |
| 17 de março de 2018    | Miami              | Estados Unidos | VII BrazilFoundation Gala Miami            |
| América do Sul         |                    |                |                                            |
| 31 de março de 2018    | Punta del Este     | Uruguai        | Salão Monte Carlo                          |
| 20 de abril de 2018    | Feira de Santana   | Brasil         | Micareta 2018                              |
| Europa                 |                    |                |                                            |
| 11 de maio de 2018     | Coimbra            | Portugal       | Queima de Fitas da Universidade de Coimbra |
| América do Sul         |                    |                |                                            |
| 26 de maio de 2018     | Corumbá            | Brasil         | 14° Festival América do Sul Pantanal       |
| 2 de junho de 2018     | São Paulo          | Brasil         | Arena Anhembi                              |
| África                 |                    |                |                                            |
| 22 de junho de 2018    | Maputo             | Moçambique     | Centro de Conferências Joaquim Chissano    |
| 23 de junho de 2018    | Nacala             | Moçambique     | Hotel Pérola de África                     |
| Europa                 |                    |                |                                            |
| 30 de junho de 2018    | Rebordosa          | Portugal       | Festas de São Miguel                       |
| 1 de julho de 2018     | Albergaria-a-Velha | Portugal       | Feira Regional de Artesanato e Gastronomia |
| 7 de julho de 2018     | Milão              | Itália         | Milano Latin Festival                      |
| América do Sul         |                    |                |                                            |
| 21 de julho de 2018    | Garanhuns          | Brasil         | Festival de Inverno de Garanhuns 2018      |